# Kostel Čtrnácti svatých pomocníků (Mělník)
Kostel Čtrnácti svatých pomocníků v Mělníku je pozdně barokní sakrální stavbou na mělnickém hlavním náměstí v těsném sousedství bývalého kapucínského kláštera, který je na počátku 21. století sídlem Regionálního muzea. Od roku 1966 je společně s areálem kláštera chráněn jako kulturní památka.

## Historie

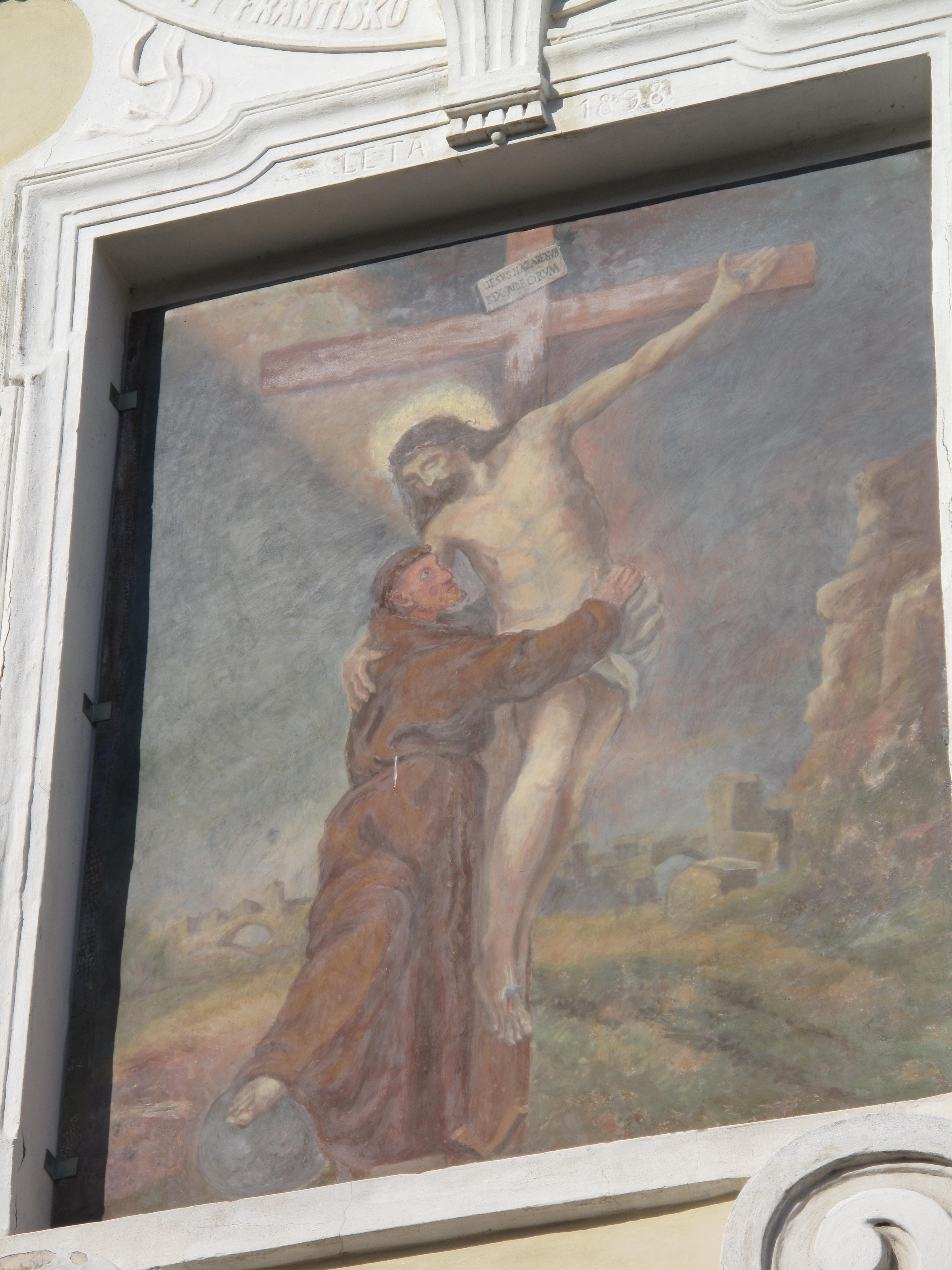
Detail fresky sv. Františka ve štítu kostela

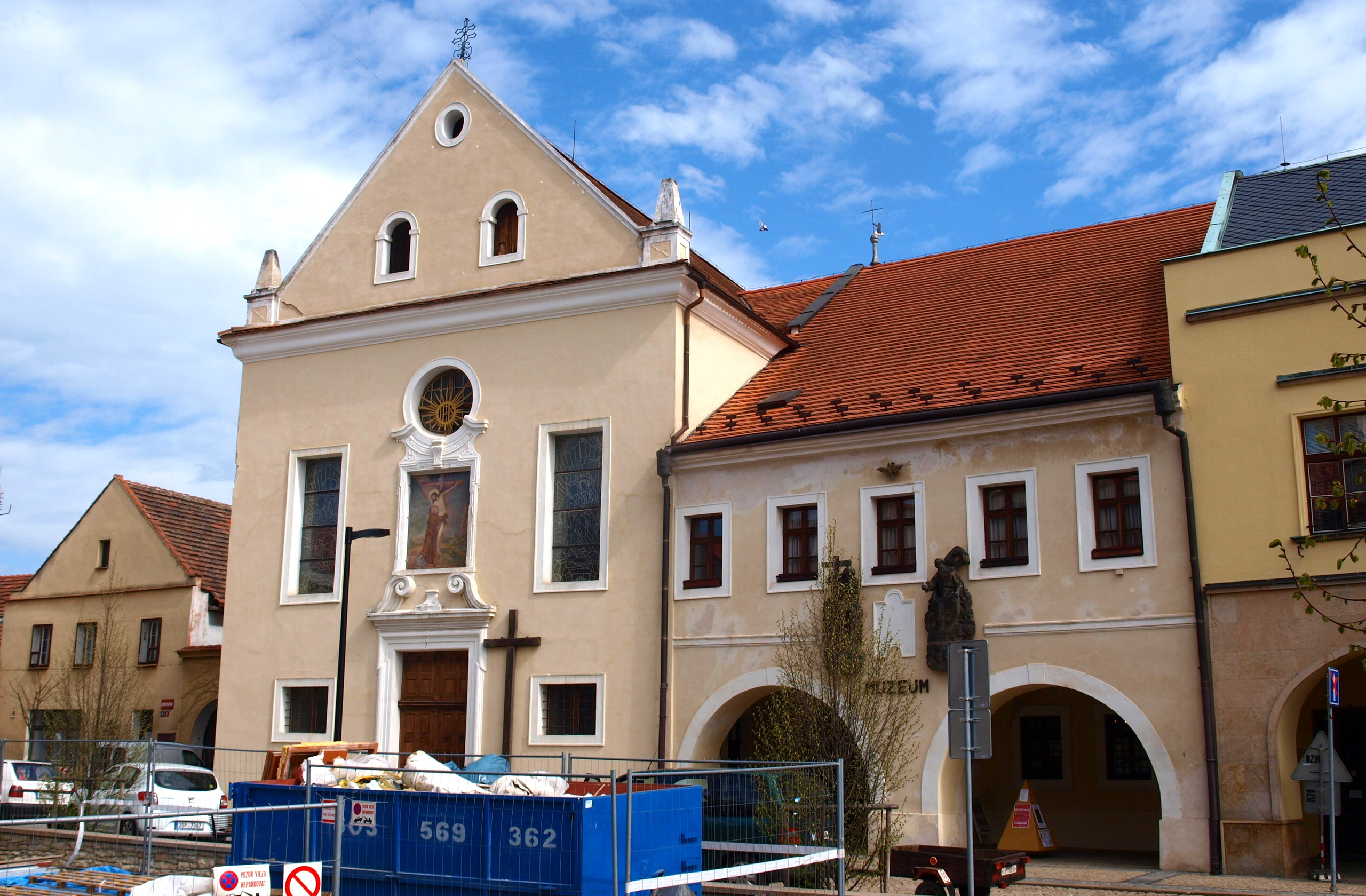
Kostel Čtrnácti sv. pomocníků s přilehlým špitálem, dnes muzeem

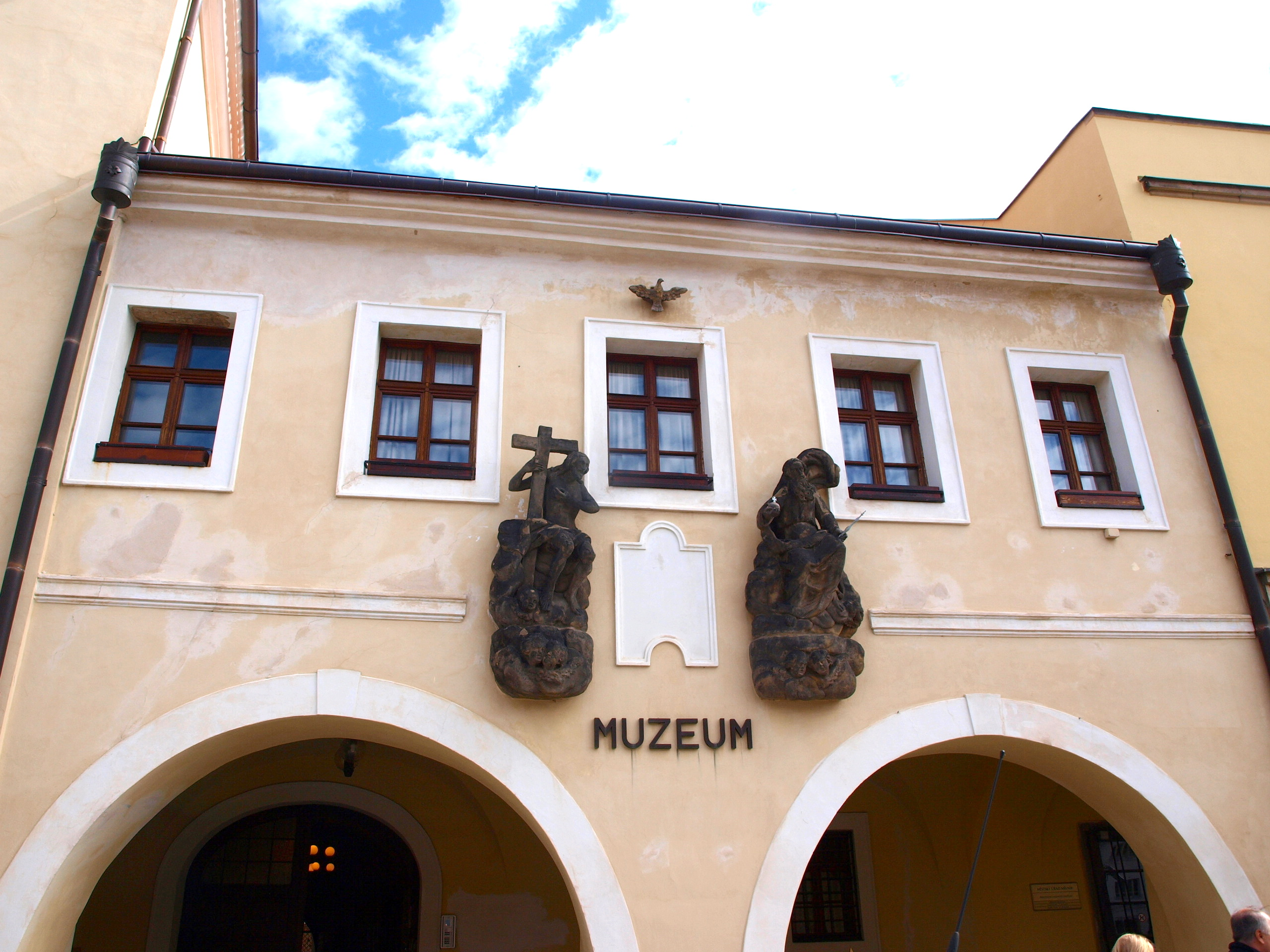
Špitál vedle kostela, dnes Regionální muzeum

Přestože během josefínských reforem mělo dojít v roce 1785 také ke zrušení kapucínského hospice, zůstal zachován, jelikož se místní kapucíni podíleli zároveň na duchovní správě a městská rada se o odvolání rozhodnutí přimlouvala.
Během dvou dalších století kapucíni nadále pokračovali ve své činnosti v tomto řádovém špitálu, a od roku 1841 i v nemocnici boromejek na Podolí. V roce 1882 proběhla oprava interiéru kostela. Roku 1950 byl kapucínský klášter v rámci Akce K zkonfiskován. Jeho prostory byly použity k různým účelům, dlouho zde sídlil výtvarný odbor Lidové školy umění a od roku 1999 je zde mělnické regionální muzeum. Kostel však i po přerušení činnosti kapucínského řádu v Mělníku sloužil dále mělnické farnosti.
Duchovní správci kostela po roce 1950 jsou uvedeni na stránce: Římskokatolická farnost – proboštství Mělník.

## Architektura
Kostel je jednolodní, s vyšším obdélným presbytářem a obdélnou sakristií. Nad průčelím do náměstí, které je ukončené trojúhelníkovým štítem, jsou obdélná okna a v ose obdélný portál. Na portál, který má rozeklaný štít s úseky říms, stáčejícími se do volut, dosedá rámované obdélné vpadlé pole. Nad tímto polem je kruhové okno. Presbytář, loď kostela, boční kaple i podkruchtí jsou sklenuty valenou klenbou s lunetami.

## Vybavení kostela
Hlavní oltář je rokokový z poloviny 18. století. Třídílná oltářní stěna má představěnou mensu a vysoký tabernákl. Titulní obraz pochází z roku 1766. Dva boční oltáře jsou rokokové. Levý boční oltář je s výklenkem a nástavcem je opatřen novější sochou. Pravý boční oltář je panelový, vroubený pilastry a opatřen původním obrazem. Rokoková je také kazatelna s beránkem na střeše pocházející z třetí čtvrtiny 18. století. Obrazy sv. Kláry a sv. Ludvíka pocházejí ze 2. poloviny 18. století. Z 18. století pochází také obraz sv. Jana Nepomuckého.
V boční kapli je panelový rokokový oltář, který je lemován pilastry a doplněn obrazem z období vzniku znázorňující Stigmatizaci sv. Františka z Assisi. Kostel je vybaven rokokovými a luisézními svícny.
Vitráže pocházejí z období kolem poloviny 20. století.

## Okolí stavby
Klášterní budova (hospic, špitál), která navazuje na kostel po jeho pravé straně, vznikla nepochybně nepříliš náročnou přestavbou měšťanského domu, který si ještě zachoval charakteristické hloubkové středověké městiště. Má do náměstí, podobně jako je to u ostatních domů, dvojici arkádových podloubí. Na fasádě jsou kamenné sochy zpodobňující Nejsvětější Trojici: Krista Trpitele, Boha Otce i Svatého Ducha v podobě holubice, pocházející ze třetí čtvrtiny 18. století.